# Villa tashkentica
Villa tashkentica är en tvåvingeart som beskrevs av Paramonov 1925. Villa tashkentica ingår i släktet Villa och familjen svävflugor. Inga underarter finns listade i Catalogue of Life.